# Загальнозоологічний заказник

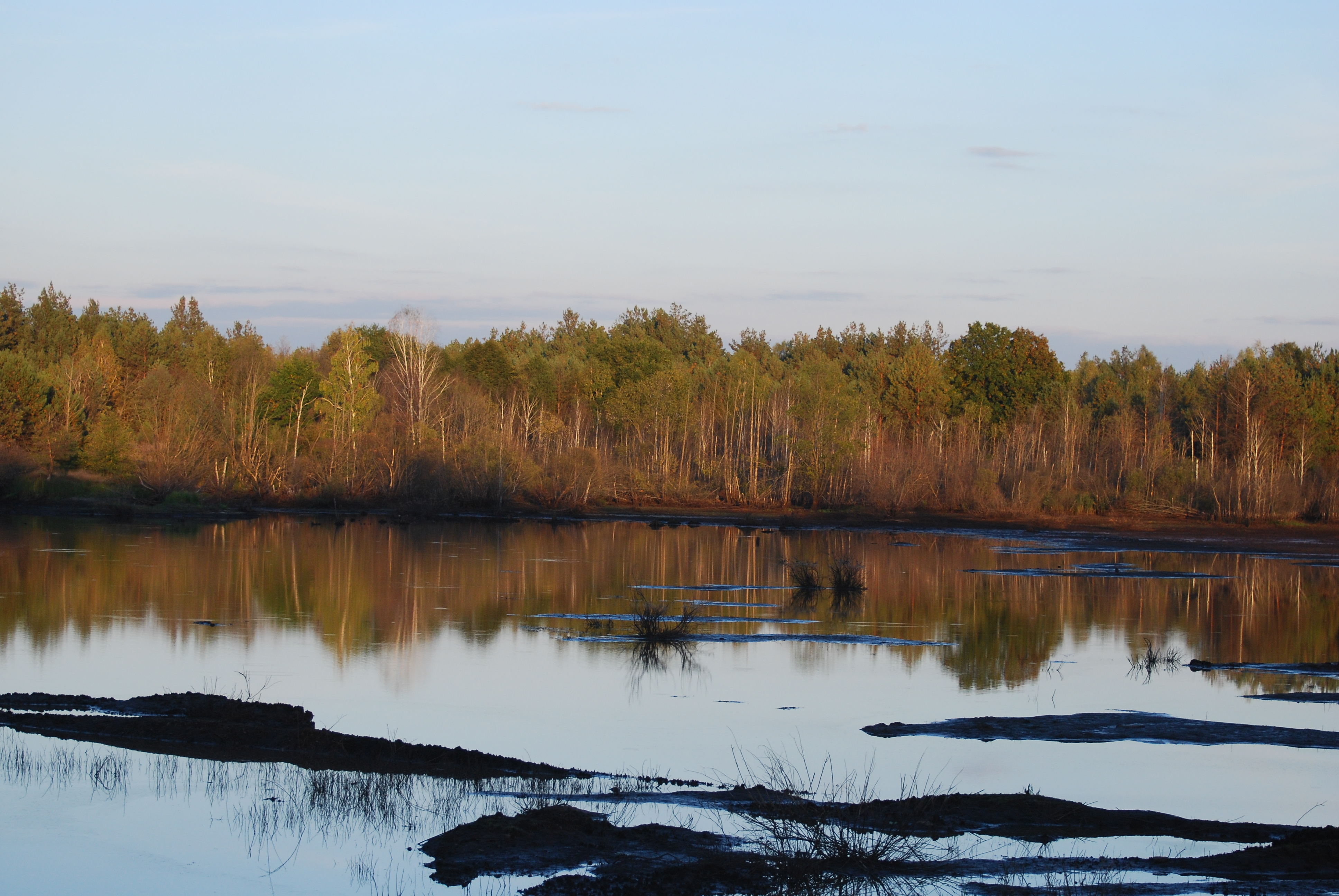
Загальнозоологічний заказник загальнодержавного значення Прип'ять
(Київська область, Україна)

Загальнозоологічний заказник — природно-заповідна територія, яку створюєть задля забезпечення охорони різноманітного тваринного світу, також є значним природним резервом мисливської фауни.
В Україні станом на початок 2014 року існує 21 загальнозоологічний заказник загальнодержавного та 169 місцевого значення.